# История Британской Индии
История Британской Индии — охватывает период истории, когда часть Индийского субконтинента находилась под управлением англичан: сначала Ост-Индской компании, а затем – непосредственно Британской империи.
Британское правление в Индии началось в 1757 году, когда после битвы при Плесси англичанин Роберт Клайв сделал навабом Бенгалии Мира Джафара. По другим версиям, начало британского правления относят к 1766 году, когда Ост-Индская компания получила право сбора налогов в Бенгалии и Бихаре, или в 1773 году, когда была основана столица британской Бенгалии в Калькутте и назначен первый генерал-губернатор, Уоррен Гастингс. В 1818 году компания одержала победу над империей Маратха, а затем установила контроль над её территорией и стала доминировать на всем субконтиненте. 
Ост-Индская компания, будучи частной организацией, подчинялась совету директоров в Лондоне. Первоначально она ставила своей целью монополию на торговлю с Индией, но постепенно обрела правительственные функции, завела свою армию и администрацию. Британское правительство сначала не контролировало компанию, несмотря на многочисленные жалобы на коррупцию и злоупотребления её чиновников. Только в 1784 году Индийский акт Питта дал британскому правительству контроль над компанией. Правление компании длилось до 1857 года, когда после восстания сипаев оно было ликвидировано. Актом об управлении Индией 1858 года британское правительство взяло на себя прямое управление вице-королевством Индия (British Raj).

## Поиски Индии англичанами
Первые попытки проникнуть в Индию англичане делали на северо-западе Северного Ледовитого океана: в 1496 году Джон Кабот с сыновьями, отправившись на поиски Индии, открыл Ньюфаундленд и исследовал восточное побережье Канады.
В 1553 году Хью Уиллоуби сделал неудачную попытку на северо-востоке и погиб, а его помощник Ричард Ченслер вместо Индии нашёл северный морской путь в Россию, причалив у Летнего берега Двинской губы напротив селения Нёнокса.
Затем следовал целый ряд попыток Фробишера, Девиса, Гудзона и Баффина, обессмертивших себя открытиями в арктическом поясе Северной Америки.
Первым англичанином, действительно посетившим Индию, был Томас Стивенс, ректор иезуитской коллегии в Сальсетте (1579).
В 1583 году три купца, Фитч, Ньюберри и Лидс, пытались завязать торговые отношения с Индией, но попали в португальскую тюрьму в Гоа. Двое из них остались в Индии насовсем, а Фитч после долгих странствий по Цейлону и обеим Индиям вернулся.

## Правление Ост-Индской компании
Основание первой английской (Лондонской) Ост-Индской компании (1600 год) было вызвано торговым соперничеством с голландцами, повысившими в 1599 году вдвое цену на перец. Она насчитывала 125 акционеров и имела капитал в 72 тысячи фунтов стерлингов, который в 1612 году возрос до 400 тысяч. Ещё несколько торговых компаний, появившихся впоследствии (1635, 1655), вскоре слились с ней.
В 1698 году возникло торговое общество General Society trading to the East Indies с капиталом в 2 млн фунтов стерлингов, но и оно слилось с первой, лондонской, компанией (1709 год).

### Фактории и первые колонии
Первые торговые путешествия англичан были обращены на богатый пряностями Индийский архипелаг, но уже в 1611 году было основано торговое агентство в Масулипатаме, превратившееся в 1632 году в факторию под охраной фирмана, данного царём Голконды.
Немного раньше (1626) была основана фактория в Армагаоне, вооружённая 12 пушками. В 1639 году М. Френсис Дей, начальник Армагаона, купил у раджи Чандрагирского более удобный участок земли, называемый Мадараспатам или Ченнапатам, где выстроил форт Св. Георгия (ныне Мадрас (Ченнаи)). На западном берегу была основана фактория в Сурате (1612—1615).
В 1661 году португальцами уступлен остров Бомбей как часть приданого жены Карла II, Катарины Брагансской; передача его состоялась только в 1665 году. В 1668 году Карл II продал его Ост-Индской компании за годичную плату в 10 фунтов стерлингов.
В Бенгале колонии были заведены позднее, чем в Мадрасе и Бомбее. Небольшие агентства были открыты в Аджмире, Агре и в Патне (1620).
В 1634 году выхлопотан фирман Великого Могола, позволявший Ост-Индской компании торговать в Бенгале, но для этого был открыт только один порт Пиппли в Ориссе.
В 1640 году основана фактория в Гугли, в Нижнем Бенгале, а в 1642 — в Баласоре, в Ориссе.
В 1645 году могольский падишах Шах Джахан I дал компании право монопольной торговли в Бенгале.
В 1681 году английские фактории в Бенгале были отделены от Мадраса, и для них был назначен особый губернатор. Но прочных владений в Бенгале англичане ещё не имели.
В 1686 году бенгальский наваб Шаиста-хан приказал конфисковать все английские фактории в Бенгале. Тогда англичане в Гугли спустились ниже по реке, к деревне Сутанати (теперь северная часть Калькутты), где был заложен форт Вильям.
В 1700 году у сына Аурангзеба, Азима, были куплены три деревни: Сутанати, Каликата и Говиндпур, из которых выросла нынешняя Калькутта.

### Развитие территориальных владений и борьба за колонии
Ещё в 1689 году Ост-Индская Компания решилась завести территориальные владения в Индии, чтобы иметь твёрдую точку опоры в борьбе с Моголами и маратхами. Тогда же Компания назначила первого «генерал-губернатора и адмирала Индии» с правом объявлять войну и мир (сэр Дж. Чайльд).
Так как португальцы были вытеснены из Индии голландцами ещё в XVII веке, то в первой половине XVIII века англичане имели серьёзными соперниками только французов и голландцев, вдобавок, иногда враждовавших между собой (голландцы, например, осаждали и даже взяли Пондишери).
Первое столкновение французов с англичанами произошло в 1746 году. Дотоле они уживались мирно, преследуя чисто коммерческие цели, даже тогда, когда их метрополии воевали друг с другом в Европе. Теперь отношения изменились. Компанейские губернаторы подняли борьбу из-за первенства, вербуя войска из туземцев и привозя их из Европы, обращая больше внимания на политические цели, чем на торговлю, и воюя ожесточённо даже после заключения мира между европейскими метрополиями. Они заключали союзы и ввязывались в войны с туземными владетелями, причём очень скоро было доказано превосходство европейских войск над туземными, а это подняло европейский авторитет в Индии и неизбежно вело к территориальным приобретениям.
В начале второй половины XVIII века Франция пользовалась властью и влиянием над обширной территорией на юге, с населением в 35 миллионов человек, а Англия — на севере над областью, превышавшей по населению и величине саму Великобританию. Когда вспыхнула война между Францией и Англией в Европе (1743), губернатором Пондишери был Жозеф Франсуа Дюплеи, превосходный дипломат восточной школы, необыкновенно умный и хитрый, но не самый сильный полководец. Знаменитый впоследствии Роберт Клайв, основатель английского могущества в Индии, был тогда ещё молодым клерком в Мадрасе. Кроме Дюплеи, у французов был ещё энергичный и опытный морской офицер Бертран-Франсуа Маэ де Ля Бурдоннэ. Поэтому первая англо-французская война в Индии в Карнатике (1746—1748), была неудачна для англичан. Мадрас сдался Ля Бурдоннэ почти без боя, и единственным владением, оставшимся на юге за англичанами, был форт святого Давида (несколько миль к югу от Пондишери), где нашли убежище Роберт Клайв и другие беглецы.
В 1748 году английские флот и войска осаждали Пондишери, но были отбиты. Мирный договор в Ахене возвратил Мадрас англичанам. Военные успехи французов дали Дюплеи смелую мысль основать в Индии французскую империю при помощи магометанских раджей. Фамильные раздоры владетелей Хайдарабада и Аркота (в Карнатике) помогли ему. Он посадил на эти троны своих креатур и на некоторое время приобрёл громадный авторитет на всём юге. Англичане, в свою очередь, выставили другого претендента на престол, Аркота. В результате возгорелась вторая англо-французская война (1750—1761). Подробное описание у Orme, «History of the military transactions of the British Nation in Indostan», Мадрас, 1861), в которой особенно замечательны были взятие Клайвом и геройская защита Аркота (1751), скоро вернувшимся в Англию по болезни. Война после этого тянулась ещё с переменным успехом до 1760 года, когда полковник Эр Кут (англ. Eyre Coote) разбил наголову французского генерала Лалли-Толлендаля (битва при Вандиваше) и осадил Пондишери, который капитулировал в 1761 году. Эти поражения французов вместе с интригами, соперничеством и раздорами среди их начальников и чиновников погубили возникавшее было значение Франции в Индии, и хотя Парижский мир (1763) и вернул Франции Пондишери и некоторые другие владения, но французское влияние в Индии было подорвано и в дальнейшем сошло на нет.

## Расширение активности англичан в Индии

### Роберт Клайв

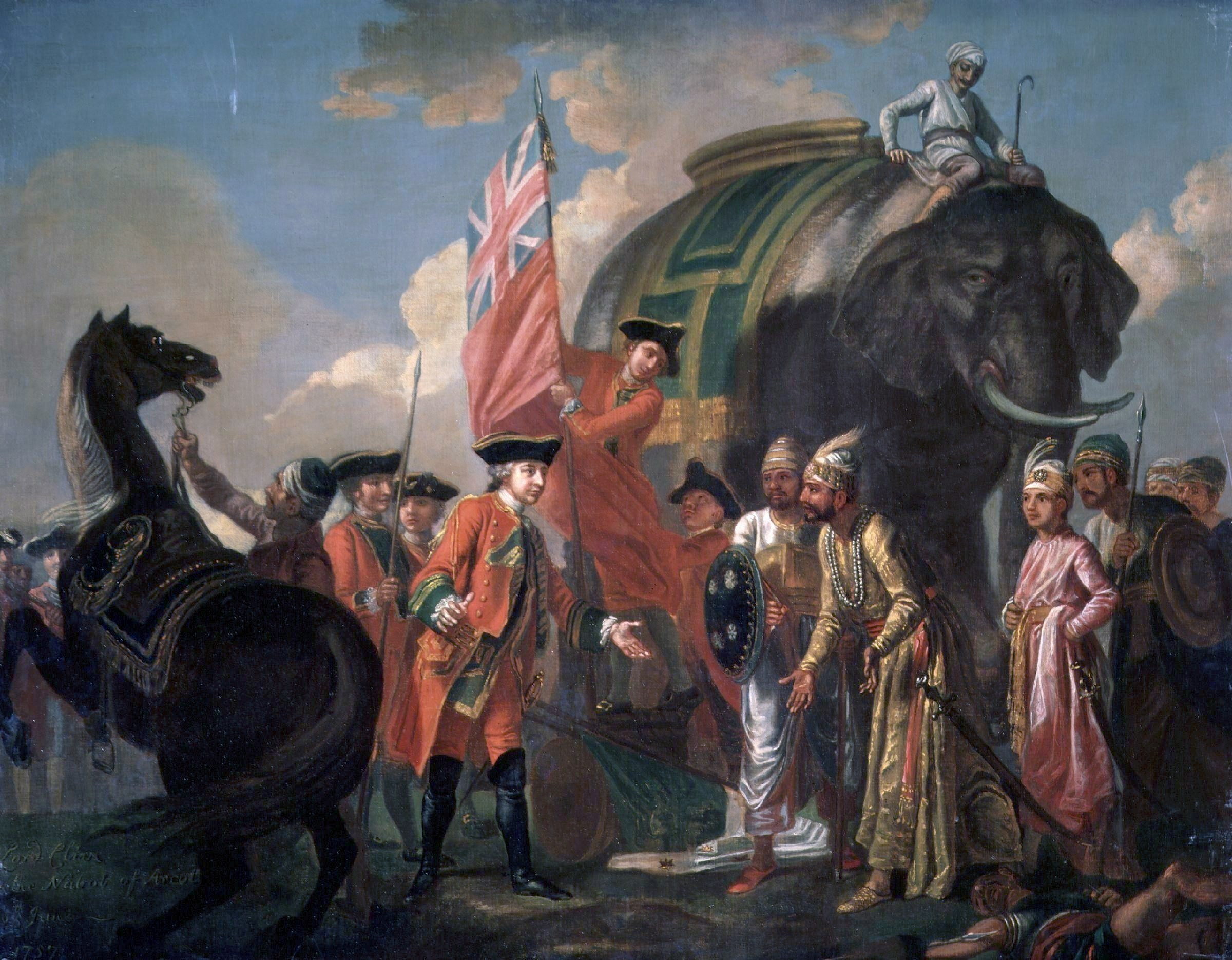
Роберт Клайв встречается с Мир Джафаром после битвы под Плэсси

#### Падение Калькутты
Англичане тем временем всё прочнее утверждаются в Бенгалии; с местными навабами они ладят довольно долго, но в 1756 году только что вступивший в правление 18-летний наваб Сирадж уд-Даула напал на Калькутту и взял её. Некоторые жители бежали, другие были взяты в плен и заключены в военную тюрьму Форта Уильяма, известную под именем «Чёрной Ямы» — размером всего в 18 кв. фт., с двумя небольшими окнами. На другое утро из 146 заключённых (мужчин и женщин) осталось в живых только 23. Остальные задохнулись. Клайв, вернувшийся уже из Англии, был в это время в Мадрасе. С эскадрой адмирала Ватсона он отплыл к устью Ганга, и Калькутта быстро и легко была возвращена. Заключённый мир восстановил все права Компании и дал ей щедрое вознаграждение за убытки.

#### Победа Клайва в Восточной Индии
Когда началась война с французами, Клайв занял Чандернагор. Раздражённый этим Сирадж-уд-Даула вступил в союз с французами, но Клайв с небольшими силами (1000 европейцев, 2000 сипаев и 8 пушек) разбил войско наваба (35000 пехоты, 15000 конницы и 50 пушек) в битве при Плесси в 1757 году. С этого дня считается начало британского владычества в Восточной Индии.
На место Сираджа был посажен Мир Джафар, креатура Клайва, взявшего с него за это огромные деньги. В этом же году новый наваб официально уступил англичанам право подоходной подати и суда в целом округе около Калькутты, известном теперь под названием «округа 24-х парган» (882 кв. мили).
Служащим Британской Ост-Индской компании досталась казна Бенгалии, было изъято ценностей на сумму в 5 млн 260 тыс. фунтов стерлингов. Причём сам Клайв присвоил себе ценностей на 200 тыс. фунтов стерлингов.

#### Расширение Клайвом контроля над Индией
В 1759 году англичане получили от могольского падишаха (номинального сюзерена бенгальского наваба) право взимать и поземельную подать. Наконец в 1765 году падишах уступил занятые области Клайву в полную и вечную собственность, и Клайв получал с Компании 222958 рупий годичной ренты до своей смерти (1774), когда право собственности перешло к Компании.
В 1758 году Клайв был сделан компанейским губернатором Бенгала. До своего второго пребывания в Англии (1760—1765) он отразил нападение могольского шахзаде, впоследствии падишаха Шах Алама II, отнял у французов Мадрас с прилегающим берегом и упрочнил влияние Англии при Хайдарабадском дворе в Южной Индии. В это же время он сокрушил при Чинсурахе голландцев, которые с тех пор только были терпимы в Индии.
В 1761 году был низложен Мир Джафар, и на его место посажен Мир Касим, причём англичане опять сделали земельные приобретения. В 1763 году Мир Касим, мечтавший о независимости и сформировавший себе армию на европейский лад, взбунтовался; 2000 сипаев в Патне и около 200 англичан в разных местах Бенгала были вырезаны. Но в следующем году английские войска, предводимые майорами Адамсом и Гектором Мунро (англ. Hector Munro), разбили в нескольких битвах мятежников, вступивших уже в союз с могольским падишахом Шах Аламом II и аудским навабом, несмотря на то, что в английском лагере произошёл первый бунт сипаев (усмирённый Мунро, который расстрелял из пушек 24 зачинщика — род казни, заимствованный у Моголов). Шах Алам II явился с повинной в английский лагерь; Ауд был занят англичанами, а на место Мир Касима опять посажен старый наваб Мир Джафар, причём, англичане, как обычно, получили большие суммы денег.
Введение многочисленных внутренних таможен, ограбление местных купцов дезорганизовало торговлю Бенгалии и привело к разорению купечества. «Рынки, пристани, оптовые рынки и зернохранилища полностью разрушены. В результате этого насилия торговцы со своими людьми, ремесленники и райаты (крестьяне) и другие бежали», значится в сообщении правителя округа Бирбум навабу, сохранившему номинальную власть. В 1762 году Клайв и другие высшие служащие компании образовали общество для монопольной торговли солью, бетелем и табаком в Бенгалии, Бихаре и Ориссе. Заминадары и непосредственные производители были обязаны сдавать товары этому обществу по принудительно низкой цене. Это вело к разорению как индийских землевладельцев, так и крестьян с ремесленниками

#### Преобразования Компании
В 1765 году Клайв вернулся из Англии и стал прилагать теперь все усилия, чтобы упрочить территориальные владения Компании и уничтожить укоренившиеся злоупотребления, поборы, вымогательства и взятки служащих Компании. Он быстро выступил из Калькутты в Аллахабад и здесь распоряжался судьбами всей почти Северной Индии. Ауд был отдан прежнему навабу с обязательством уплатить 500 тыс. фунтов стерлингов военных издержек, а провинции Аллахабад и Кора (между Гангом и Джумной) — могольскому падишаху Шах Аламу II, который подарил за это Компании дивани, то есть право фискальной администрации в Бенгале, Бихаре и Ориссе.
В Муршидабаде ещё сидел фиктивный бенгальский наваб, получавший 600 тыс. фунтов стерлингов ренты от англичан. Половину этой суммы Компания платила падишаху как дань с Бенгала, Бихара и Ориссы. Таким образом было введено двойное управление: англичане получали доходы с областей и содержали армию, а право уголовной юрисдикции принадлежало навабу. По индийской терминологии Компания была Диван, а наваб — Низам. Сбор податей в течение 1765—1772 оставался в руках туземных сборщиков.
В 1766 году Клайв преобразовал местную администрацию Компании. Все служащие, гражданские и военные, были глубоко деморализованы. Их оклады были ничтожны, а потому им позволялось возмещать недостающее (иногда сторицей) путём торговли и подарков. Несмотря на дружное сопротивление гражданских служащих и открытое возмущение 200 офицеров, Клайв провёл свою реформу. Торговля и взятки были запрещены на будущее время служащим, так как предвиделось повышение окладов из выгод от соляной монополии.
В 1767 году Клайв окончательно вернулся в Европу.

### Уоррен Гастингс(1772—1785)
С этого времени до 1772, когда губернатором Бенгалии был назначен Уоррен Гастингс, в Индии был страшный голод 1770, унёсший, по официальным данным, треть населения. (См. подробно Голод в британской Бенгалии 1769—1770). Причиной голода в частности служило ограбление колоний и вывоз в Британию огромного количества ценностей, которые оценивают в миллиард фунтов стерлингов.
Англичане монополизировали внешнюю торговлю Бенгалии, а также важнейшие отрасли внутрибенгальской торговли. Сотни тысяч бенгальских ремесленников были принудительно прикреплены к факториям компании, куда обязаны были сдавать свою продукцию по минимальным ценам. Резко выросли налоги.
Гастингс (1773—1785) принял индийские владения Компании упроченными в территориальном отношении, но с администрацией, оставляющей желать лучшего. Двойной состав администрации, заведённый Клайвом, оказался неудобным. Действительная власть принадлежала англичанам, но окружная администрация была туземная. Таким образом ответственность была разделена, и в случае злоупотреблений обыкновенно виновник не находился. Гастингс учредил суды и полицию, преобразовал податную систему.
В 1773 году он был назначен первым генерал-губернатором Индии.
В своей политике Гастингс держался правила заключать союзы с туземными владетелями, главным образом, с Аудом (хотя сила их была незначительна), чтобы парализовать маратхов. В конце концов Гастингс был вынужден продвинуться дальше в долину Ганга и подчинить своему контролю мусульманские государства. В 1773 он воспользовался тем, что делийский султан попал в плен к маратхам, и прекратил уплату ему 300000 фунтов стерлингов, шедших ежегодно за уступку Бенгала и других областей.
В 1773—1774 он продал аудскому навабу области Ахмедабад и Кора, отданные делийским султаном маратхам, и взял большую контрибуцию с бенаресского раджи Чаит Синга, пытавшегося возмутиться, а также и с султанши-матери аудской, его подстрекательницы.
По возвращении в Англию, Гастингс был обвинён палатой общин в насилии и вымогательстве и судим палатой лордов (1788—1795), но оправдан. В 1779—1781 он вёл первую войну с маратхами (см. выше), окончившуюся признанием статус-кво.
В 1780—1784 пришлось вести войну с Гайдар Али Майсорским и с деканским низамом, двумя сильнейшими магометанскими
владетелями Южной Индии. В начале англичане терпели неудачи; большой английский отряд полковника Бальи был вырезан в Перамбакаме, а конница Гайдар Али опустошила всю страну до стен Мадраса, и только бенгальская армия выручила сам город. Но в 1782 году умирает Гайдар Али, и его сын Типу заключил в 1784 мир, восстанавливавший статус-кво.

### Чарльз Корнуоллис(1786—1793)
В 1786 на смену Гастингсу прибыл Чарльз Корнуоллис (1786-1793), первый генерал-губернатор Индии, являющийся представителем британской аристократии. Он завершил гражданские реформы своего предшественника, завёл высших судей из европейцев, учредил высший суд (Низамат Садр Адалат) в Калькутте и разделил обязанности гражданского судьи и сборщика податей, соединённые прежде в одном лице. Установлена была также новая податная система (1789—1791) в Бенгале вместо прежней, в сущности не отличавшейся от заведённой Моголами.
Тем не менее разорение крестьян и ремесленников продолжалось. По сообщению самого Корнуоллиса: «В течение ряда лет сельское хозяйство и торговля приходили в упадок, и в настоящее время население этих провинций (Бенгалия, Бихар, Орисса), за исключением шроффов и баньянов, быстро идёт навстречу всеобщей бедности и разорению.» Тяжёлым бременем ложилось на княжества, подчинённые ост-индской компании, содержание «субсидиарного войска» и обслуживание кабальных займов. Крестьяне Карнатаки тысячами покидали свои земли. В 1780—1790-х годах в Бенгалии снова разразился голод, погибло несколько миллионов человек. Голодом были поражены также Бенарес, Джамму, Бомбей и Мадрас.
В 1790—1792 годах прошла третья война с Майсором. В союзе с англичанами были низам деканский и маратхи. Столица Типу была осаждена, и он покорился, заплатив 3 миллиона фунтов стерлингов контрибуции и отдав половину своих владений союзникам.
В 1791 году была открыта санскритская коллегия в Бенаресе. В 1793 году маркиз Корнуоллис оставил свой пост.
Ему наследовал сэр Джон Шор (англ. John Shore), впоследствии лорд Тенмаус (Teignmouth), в правление которого (1793—1798) ничего особенного не произошло.

### Ричард Уэлсли(1798—1805)
В 1798 году ему на смену прибыл Ричард Колли Уэлсли (англ. Richard Colley Wesley), с 1799 года известный как первый маркиз Уэлсли (англ. 1st Marquess Wellesley), друг и любимец Уильяма Питта, старший брат Артура Веллингтона, имевший широкие политические замыслы и основатель позднейшей англо-индийской политики, заключавшейся в двух основных положениях:
1. англичане должны быть единственными обладателями Индии,
2. туземные раджи могут сохранить внешние знаки своей власти, но должны отказаться от всякой политической самостоятельности.

Уэлсли предстояло ещё докончить разрушение французского влияния, начатое Клайвом. Французские полки оберегали Хайдарабадский низам; солдаты Синдхьи, предводителя маратхов, обучались французскими авантюристами; майсурский раджа Типу находился в тайных отношениях с французской Директорией, позволил посадить дерево свободы в своих владениях и даже записался в один республиканский клуб как «citoyen Tipou».
Уэлсли решил навсегда сокрушить французское влияние, не допустить в Индию Наполеона, бывшего в это время уже недалеко (в Египте) и питавшего грандиозные планы, и поставить Англию во главе индийской федерации.
К началу XIX века англичане уже стояли твёрдо в Нижнем Бенгале и по течению Ганга до Бенареса; наваб аудский стал вассалом и данником англичан, а в 1801 за недоимку уступил им, по договору в Лакхнау, всю плодородную область между Гангом и Джумной, так называемый Доаб.
В Южной Индии англичанам принадлежали только побережья у Мадраса и Бомбея. Уэлсли решился расширить владения Компании до Дели на севере и поставить южные государства в вассальные отношения. Интриги индийских владетельных особ дали ему для этого хороший случай. Время было удобное: империя Моголов лежала в обломках, и власть её должна была перейти или к мусульманским наместникам султана, или к маратхам, или к англичанам.
Первым делом Уэлсли был договор (1798) с гайдерабадским низамом, обязавшимся распустить свои французские войска и не принимать на свою службу европейцев без согласия английского правительства Индии.
В 1799 году была возобновлена война с Майсуром. Типу отказался давать военную субсидию англичанам. Две английские армии, одна из Низама, другая из Мадраса, заставили Типу запереться в его столице Серингапатаме. Город был взят штурмом, причём храбрый Типу был убит на бреши.
После победы при Плэсси (Plassey), когда 3000 английских солдат разбили 47000-ную армию бенгальского наваба, ни одно событие не имело такого громадного политического значения, как сдача Серингапатама. Генерал Гаррис был сделан за неё пэром, а Уэлсли — маркизом.
Но Майсур не был ещё уничтожен. Центральная его часть, старый Майсор, была отдана малолетнему потомку его прежних индийских раджей, лишённых престола Гайдер Али (см. Michaud, «Histoire des progrès et de la chûte de l’empire de Mysore, sous les règnes d’Hyder-Aly et Tippoo-Saïb», Пар., 1801), a остальная часть разделена между низамом, маратхами и англичанами. Около этого же времени присоединены Карнатик (юго-вост. часть Индии, управлявшаяся навабом аркотским) и Танджор, придавшие Мадрасскому президентству почти нынешний его вид. Сыновья Типу были обласканы и получили щедрые пенсии; один из них, князь Гхулам Мухамед, жил в Калькутте до 1877 как всеми уважаемый мировой судья.
В 1802—1804 возгорелась вторая война с маратхами, одна из самых знаменитых для английского оружия в Индии. Общий план её принадлежал Артуру Уэлсли (после герцог Веллингтон) и генералу лорду Лейку (Lake). Сила Синдхьи и нагпурских маратхов была сломлена, и англичане получили территории на севере от Джумны, Ориссу и протекторат над старым и слепым падишахом Шах Аламом II.
Менее удачны были действия против Голькара; англичане понесли в них большой урон (отступление полковника Монсона в 1804, неудачная атака Бхартпура ген. Леком в 1805 году). Как бы то ни было, к концу управления маркиза Уэлсли англичане владели на северо-западе всей древней Мадхьядешей.
Новые области были соединены с приобретёнными раньше от аудского наваба под общим названием «уступленных и завоёванных провинций». Этот порядок держался до 1845—1849, когда был взят Пенджаб. В юго-восточной Индии образовано было Мадрасское президентство, а в юго-западной Индии обращены в вассалов Компании Пешвы.

### После Уэлсли
Для поправления финансов Компании, расстроенных широкими замыслами Уэлсли, был послан снова лорд Корнваллис (1805), уже старый и больной, который умер вскоре по прибытии.
За ним следовал сэр Джорж Барлоу (1805—1807), бездарный и неумелый администратор. При нём восстали мадрасские сипаи в Веллоре (1806) и хотя и были усмирены, но вызвали опасное настроение по всей стране.
Его сменил лорд Минто (1807—1813), старавшийся упрочить результаты правления Уэлсли. Приобретений он не сделал, ибо Компания рекомендовала ему политику невмешательства (см. Minto, «Lord Minto in India», Лондон, 1880).

### Фрэнсис Роудон-Гастингс (1813—1823)
Преемником его был Фрэнсис Роудон-Гастингс, граф Мойра (1814—1823), продолжавший политику Ричарда Уэлсли.
При нём произошла Англо-непальская война (1814-1815), окончившаяся Сегаульским договором, определяющим отношения Англии к Непалу. Воинственное индийское племя гуркха, господствующее до сих пор над тибетским населением Непала (с 1767), было усмирено, и англичане получили юго-западную часть непальской территории.
В 1816—1817 году англичане были заняты усмирением разбойничьих шаек пиндари (сброд индусов, афганцев, маратхов, джатов и т. д., не связанный ни общностью религии, ни общностью национальности). Главным их местопребыванием служила Мальва. Отсюда они небольшими отрядами и шайками делали набеги не только в Центральной Индии, но даже до Мадраса и Бомбея. Самый сильный из их предводителей был Эмир-Хан, имевший организованное войско в 10 000 пехоты и 15000 кавалерии. Двое других, Читу и Карим, могли единовременно заплатить маратхам 100 тыс. фунтов стерлингов выкупа. Против пиндари, которым симпатизировали и вожди маратхов, была отправлена самая большая армия, какую до сих пор видела Британская Империя (около 120 000 чел.). Половина её действовала на севере, а другая на юге. Пиндари были усмирены, а Эмир-Хан принуждён распустить своё войско, за что и получил княжество Тонкское. Остальные шайки были перебиты.
В том же году началась последняя война с маратхами (1817—1818), сломившая окончательно их силу и прибавившая новые владения англичанам (см. выше). В то же время признали верховную власть англичан и стали в вассальные отношения туземные государства Раджпутаны (их историю см. Tod, «Annals and antiquities of Rajast’han or the central and western Rajpoot States», 2 изд., Мадрас, 1873; 1-е, 1829—1830).
С тех пор карта Индии не изменилась до правления лорда Дальгаузи.

### Амхерст (1823—1828)
При следующем генерал-губернаторе, графе Уильяме Амхерсте (1823—1828), произошла первая бирманская война (1824—1826). В следующем 1827 году был взят Бхартпур, столица большого Джатского государства в Центральной Индии, слывшая неприступной. При Амхерсте открыты санскритские коллегии в Агре (1823) и Калькутте (1824).

### Бентинк (1828—1835)
Преемник Амхерста лорд Уильям Бентинк (1828—1835) составил эпоху своими гражданскими реформами. Он привёл в порядок финансы, уничтожил варварский обычай сжигания вдов (1829) и очистил страну от секты вешателей, «тхагов» или «тхугов».
В 1833 году была возобновлена ещё на 20 лет хартия, дарованная Ост-Индской Компании, под условием прекращения её монополии на торговлю не только с Индией, но и с Китаем, и допущения европейцев свободно селиться в Индии.
В 1830 году оказалось необходимым взять в управление Майсор, что длилось до 1881, когда он был опять возвращён туземным правителям.
В 1834 году произошла краткая, но кровопролитная война с раджей кургским, и Кург был присоединён.
В 1835 году открыта в Калькутте медицинская коллегия. Сэр Чарльс Меткальф (после лорд), правивший временно только год
(1835—1836), привёл в исполнение проектированное Бентинком дарование полной свободы печати.
Тем не менее, английская промышленные товары разоряли индийских ремесленников. В 1834 британский генерал-губернатор сообщал: «Равнины Индии белеют костями ткачей».

### Окленд (1836—1842)
Дирекция Компании и общественное мнение Индии считали Меткальфа наиболее подходящим преемником Бентинка, но партийные соображения взяли верх, и генерал-губернатором Индии был назначен не Меткальф, а лорд Окленд (1836—1842), открывший снова эпоху войн и завоеваний.
В 1838 году был предпринят поход в Афганистан для восстановления на престоле изгнанного из Кабула эмира Шах Шуджи. Поход был удачен, Шах Шуджа восстановлен, а Афганистан в течение 2 лет занят английскими войсками.
В ноябре 1841 года произошло восстание, и английский дипломатический агент в Кабуле, сэр Алекс Бёрнс, посланный туда для противовеса русскому влиянию, был убит. Английский оккупационный корпус под начальством престарелого ген. Эльфинстона (4000 солдат и 12000 обозной прислуги) должен был посреди зимы отступать из Афганистана. Вожди афганцев дали слово, что он будет пропущен, но отряд погиб в горных проходах от оружия афганцев и холода. Спасся только один участник похода, д-р Брайдон, и немногие пленные, попавшие к афганцам.

### Элленборо(1842—1844)
Лорда Окленда сменил лорд Элленборо, при котором англичане отомстили за предшествующие неудачи, заняв Кабул, взорвав там большой базар (1842), освободив своих пленных соотечественников и захватив с собой ворота, якобы похищенные Магомедом Газни в Сомнате (см. выше). Лорд Элленборо издал по этому поводу напыщенную прокламацию, возвещавшую «отмщение Сомната».
В 1843 году присоединён был Синд, без особой надобности, только потому, что его правители, мусульманские эмиры, или миры, не хотели расставаться со своей независимостью, а также потому, что лорд Элленборо любил военную славу, хотя сам благоразумно не принимал участия в военных действиях. Англичане обязаны этой победой сэру Чарльзу Нейпиру, разбившему 12000 балучи с 3000 английского войска (при Миани).
В этом же году пришлось усмирять Гвалиор, где возмутилась местная армия в связи с внутренними раздорами по поводу престолонаследия.

### Гардиндж, Генри
В 1844 году лорд Элленборо был отозван компанией и замещён старым солдатом сэром Генри Гардинджем (потом лорд Гардиндж). При нём произошла первая война с сикхами, первично религиозной сектой, которая потом образовала самостоятельное и сильное индусское
государство в Северной Индии, под управлением Ранджита Синга (1780—1839).
В 1845 году их армия в 60000 чел. с 150 пушками перешла Сетледж и вошла в английские владения, но была отбита англичанами, не без тяжёлого урона для последних. Лахор был взят. Результатами войны были: присоединение к английским владениям области между pp.
Сетледжем и Бьясом (так назыв. Джаландхар Доаб), ограничение численности армии сикхов, занятие Пенджаба англичанами на 8 лет и назначение английского резидента в Лахор.

### Дальгаузи(1848—1856)
Гардинг был сделан пэром и вернулся в Англию в 1848. Его заменил граф (потом маркиз) Дальгаузи (1848—1856), самый выдающийся из индийских генерал-губернаторов по уму, способностям, честному, благородному и миролюбивому характеру. И он, однако, был вынужден вести войны и продолжать политику захватов, начатую его предшественниками, хотя его главные стремления были направлены на улучшение морального и материального положения страны.
Он создал сеть дорог и каналов (Гангский канал), покрывающих теперь Индию. При нём положены первые рельсы, учреждены дешёвая почта, электрический телеграф и пароходное сообщение с Англией через Красное море.
Меньше чем через полгода после своего прибытия в Индию лорд Дальгаузи должен был объявить войну сикхам (1848—1849). Поводом к ней послужило изменническое умерщвление двух английских офицеров в Мультане, за которым последовало общее восстание в Пенджабе. Вначале англичане потерпели жестокое поражение (при Чильянвала), потеряв 2400 чел., четыре пушки и три знамени. Но ещё до прибытия подкреплений из Англии лорд Гауг (Gough) разбил сикхов при Гуджрате. Мультан сдался, а афганцы, пришедшие на помощь сикхам, несмотря на свои религиозные антипатии к ним, со стыдом были прогнаны назад.
Пенджаб был присоединён, а магараджа сикхов Далип Сингх получил ежегодную ренту в 58000 фунтов стерлингов и жил с ней некоторое время в Норфолке английским помещиком.
Пенджаб нужно было ещё умиротворить, для чего произведено полное разоружение, установлена поземельная подать, введено гражданское и уголовное судопроизводство, проведены дороги и каналы. Спокойствие, воцарившееся с этих пор в Пенджабе, было так прочно, что даже во время страшного восстания в 1857 году он остался верен английскому правительству.
Дурное обращение с европейцами в Рангуне и оскорбления, нанесённые командиру английского фрегата, посланного туда для демонстрации, вызвали Вторую Бирманскую войну (1852), результатом которой было присоединение всей долины Иравади от Рангуна до Прома (область Пегу).
Систему протекторатов, применявшуюся Веллеслеем и его преемниками, Дальгаузи заменил «выморочной», по которой государства, остававшиеся без прямых наследников мужского пола, присоединялись без дальнейших околичностей к английским владениям. Первым таким присоединённым государством была Сатара. В 1853 году той же участи подверглись вассальное княжество Джханси (в Бунделькхонде) и Нагпур. Территория Нагпура образовала нынешние Центральные провинции. Тогда же присоединён был Берар, который отдан англичанам низамом Гайдерабадским за огромную недоимку военной субсидии.
В том же году умерли последние представители трёх остальных династий, хотя и без земельных приобретений для Англии: на юге умерли безнаследные медиатизированные наваб Карнатика и раджа Танджорский, а на севере последний Пешва, Баджи Рао, лишённый престола в 1818 и получавший 80 000 фунтов стерлингов пенсии. Его преемник Нана Сагиб наследовал его богатства, но не титул.
В 1856 году присоединён был Ауд, конфискованный Клайвом ещё в 1765 году, но отданный опять навабу визирю Шуджа-уд-Даула.
С тех пор правящая династия его всегда находилась под охраной английских войск. В 1819 году навабы аудские приняли титул шахов, или царей. Обеспеченные английскими штыками от внешних врагов и внутренних революций, а потому вполне преданные англичанам, навабы аудские предались забавам и оргиям, притесняли своих подданных, несмотря на предостережения английских генерал-губернаторов, и привели страну в такое состояние, что лорд Дальгаузи решился присоединить её.
В начале 1856 года (последний год правления Дальгаузи) генерал Аутрам, английский резидент в Лакхнау, получил приказание взять управление Аудом в свои руки. Султан Ваджид-Али должен был покориться, но протестовал против своего низложения. Ему дали пенсию в 120000 фунтов стерлингов, и он поселился в Калькутте. В марте этого года Дальгаузи сложил с себя звание генерал-губернатора по расстроенному здоровью (всего 44 л.) и вернулся в Англию, где и умер в 1860 году. При нём карта Индии сформировалась почти окончательно.

### Восстание сипаев1857
Дальгаузи наследовал его друг лорд Каннинг (1856—1862), при котором произошло масштабное восстание сипаев 1857 года.
Причины бунта сипаев (см. о нём John Kaye, «History of Sepoy War», и продолжение Маллесона, «The History of the Indian Mutiny», Лондон) были весьма разнообразны. Главная — переходное состояние от старого строя жизни к новому, европейскому, обусловленному распространением английской администрации почти на всю Индию. Своё прошлое погибло бесповоротно, чужое будущее ещё не определилось. Политика захватов лорда Дальгаузи, распространение европейской культуры, первые железные дороги, пароходы, телеграфы, казалось, предвещали уничтожение национальной жизни туземцев. Сипаи, больше других вкусившие культуры, мнили о себе много, считая себя главной опорой английского правительства и завоевателями Пенджаба и других областей. Им казалось, что они лучше и глубже своих соотечественников понимают положение вещей. Медиатизированные раджи и навабы и их близкие были также недовольны, несмотря на щедрые пенсионы, выдававшиеся Компанией и доставлявшие им средства для интриг и заговоров. Смутное брожение умов подавало им надежду на перемену их положения. Виноваты были и англичане, обращение которых с покорёнными народами хорошо известно. Кроме того, правительство Компании совершило несколько серьёзных ошибок, из которых одни вызывали недовольство туземной армии и населения, а другие расшатали твёрдость военной организации и дисциплины.
1. К первым надо отнести безусловную недоступность сколько-нибудь высших должностей в службе Компании для туземцев, каковы бы ни были их дарования. Ещё до бунта сэр Генри Лоуренс обращал внимание на то, что туземец-офицер не имел никакой карьеры в армии, и указывал на серьёзные опасности, могущие произойти отсюда.
2. Ко вторым принадлежит перемещение самых энергичных и талантливых офицеров армии, за недостатком людей, на разные должности гражданской службы, число которых вследствие новых реформ и расширения владений Компании так увеличилось, что возник дефицит гражданских чиновников.

Всё чаще массовый голод охватывал различные индийские территории. Так, если в течение 1800—1825 годов от голода умерло около 1 млн человек, 1825—1850 годов — 400 тыс., то в период, наступивший после 1850 (и продлившийся до 1875) голодом были поражены Бенгалия, Орисса, Раджастан, Бихар, всего от голода погибло около 5 млн человек. (См. подробно Голод в британской Индии)
В то же время численность британских войск, вопреки представлениям Дальгаузи, была сильно уменьшена. Поэтому, когда вспыхнул мятеж, армия Компании оказалась слабой численно и морально, лишённой инициативы и энергии. В этот момент между сипаями разнёсся слух, по-видимому, не лишённый оснований, что вводившиеся тогда новые ружейные бумажные патроны (которые полагалось откусывать зубами) смазаны свиным и говяжьим салом (свинья одинаково нечиста для индуса и магометанина, а корова священна для первого). Никакие разуверения и меры не помогали. Все пришли уже в такое возбуждённое состояние, что не хотели верить даже своим собственным глазам. Однажды совершённую фатальную ошибку уже было поздно исправлять. Дисциплина в армии стремительно падала; солдаты оскорбляли офицеров; начались ночные поджоги и так далее.
Наконец, вечером 10 мая 1857 года вспыхнуло открытое восстание среди сипаев в большом военном лагере в Мируте (недалеко от Дели). Тюрьма, куда только что были посажены несколько сипаев, отказавшихся употреблять новые патроны, была разбита, и бунтовщики бросились по войсковым квартирам, избивая всех встречных европейцев без различия пола и возраста. Затем они отправились к Дели, чтобы возмутить гарнизон и население и отдать себя в распоряжение фиктивного старого Великого Могола, доживавшего свои дни в Дели.
Нерешительность и негодность британских офицеров, командовавших в Мируте, где было довольно большое количество европейских войск (Мирут — самое большое лагерное место в Северной Индии), дала мятежу распространиться беспрепятственно. Генерал Хьюитт (Hewitt), инертный и ограниченный, очевидно, потерял голову и не сделал никакой попытки подавить восстание силой. Наутро восстал и Дели, ставший центром мятежа, охватившего северо-западные провинции, Ауд и Нижний Бенгал. Общая картина действий мятежников была везде одинакова: возмутившиеся сипаи отворяли тюрьмы, грабили казначейства, избивали европейцев и вообще христиан и затем двигались к какому-нибудь центру, чтобы овладеть им.
На севере Индии один Пенджаб, управляемый энергичными и талантливыми людьми, остался спокоен и верен благодаря быстрым и энергичным мерам, принятым тамошними офицерами. Сипаи в Мадрасе и Бомбее также остались верны. Добровольцы-мусульмане пришли к англичанам на помощь из Афганистана, так что часть пенджабских гарнизонов могла быть отправлена для осады Дели.
В центре Индии некоторые представители туземных владетельных домов примкнули к восставшим, но магометанское Гайдерабадское государство осталось верным. Главные действия англичан сосредоточились около городов Каунпура, Лакхнау и Дели. В первом был один из самых больших сипайских гарнизонов, а недалеко от города, в Битхуре, проживал преемник и наследник последнего Пешвы — Дундху Пантх, более известный под именем Нана Сагиба. Сначала он уверял в своей верности, но когда сипаи восстали в Каунпуре, возглавил их и объявил себя Пешвой маратхов.
Европейцы, среди которых было много женщин и детей, укрылись в наскоро сделанном укреплении, где героически выдерживали осаду 19 дней под тропическим июньским солнцем. 27 июня, доверившись пропуску Нана Сагиба, они сдались и в числе 450 человек в лодках отплыли вниз по Гангу. Мятежники открыли по ним огонь с берегов, убив большую часть. Уцелевшие после этого побоища женщины и дети (около 200) были варварски перебиты 15 июля, когда британские войска полковника Гавелока находились уже около Каунпура.
В Лакхнау (в Ауде) англичане под предводительством сэра Генри Лоуренса, предвидевшего опасность, заблаговременно укрепились и запаслись провиантом. Хотя в самом начале осады Лоуренс был убит, но небольшой гарнизон продолжал выдерживать осаду (со 2 июля), пока не явились на выручку Гавелок и Аутрам (25 сентября). Но выручавшие сами были окружены свежими силами мятежников, и только 16 ноября явилась окончательная подмога в виде отряда сэра Колина Кэмпбела (после лорд Клейд).
8 июня, через месяц после начала мятежа, был осаждён Дели, где заперлось более 30000 мятежников. Силы осаждавших не превышали 8000 человек в течение всей осады. В половине августа прибыл из Пенджаба полковник Николсон, один из наиболее выдающихся офицеров, и его присутствие побудило осаждавших 14 сентября решиться на штурм. После шестидневной резни на улицах город был взят, причём Николсон был убит. Ходсон, начальник отряда иррегулярной кавалерии, захватил в окрестностях города престарелого падишаха Бахадур-шаха II с женой и сыном, а потом и остальных его сыновей и внука. Поскольку толпы народа окружили стражу, конвоировавшую пленных, Ходсон посчитал необходимым убить принцев, застрелив их собственноручно. Пленный падишах был отправлен пленником в Рангун, где и умер в 1862 году.
После освобождения Лакхнау и взятия Дели война утратила свой драматический интерес, но военные действия продолжались в разных частях страны ещё около полутора лет. Население Ауда и Рогилькхонда, возбуждаемое султаншей аудской, навабом барельским и Нана Сагибом, присоединилось к мятежникам. Только в этой части Индии движение имело вполне народный характер. Ауд был усмирён Кэмпбелом, которому помогал Джанг Багадур Непальский со своими гуркхами. Но усмирение шло медленно, и только в 1859 году последние беглые мятежники были изгнаны за пределы страны.
Центральная Индия была усмирена генералом Розе (впоследствии лорд Стреснерн) с бомбейской армией. Его главными противниками были развенчанная княгиня Джханси-Рани и Тантия Топи, единственный способный предводитель мятежников, выдвинутый восстанием. Рани была убита в июле 1858 года, сражаясь в мужском платье во главе своих войск, а Тантия Топи бежал и после скитаний по Центральной Индии был выдан предателем и казнён.
Общественная жизнь в это смутное время отошла на задний план, хотя в ней в самый разгар восстания совершилось такое значительное событие, как открытие трёх индийских университетов, устроенных по образцу Лондонского (1857) — в Калькутте, Мадрасе и Бомбее.

### Преобразования британской Индии после восстания сипаев
Бунт сипаев решил судьбу Ост-Индской компании. Её политическая власть и штаты индийского правительства были определены ещё статутом 1773, но потом бенгальский губернатор был сделан генерал-губернатором и совместно со своим советом из четырёх членов контролировал действия мадрасской и бомбейской администрации в вопросах мира и войны, а также имел законодательную власть; высшие судебные места были учреждены в Калькутте, с назначаемыми от короны судьями. В 1784 издан был индийский билль Питта, учреждавший контрольное бюро в Англии и усиливавший первенствующее значение Бенгала. В 1813 году была издана хартия, отменявшая право Компании на монопольную торговлю в Индии и предписывавшая ей обратить главное внимание на улучшение управления. Акт 1833 года, возобновлявший хартию Компании ещё на 20 лет, отменил и китайскую монополию и ввёл некоторые реформы в индийском правительстве. К совету был прибавлен ещё один член, который не должен был выбираться из служащих Компании и присутствовал на всех законодательных заседаниях совета, придавая им значение актов парламента, а генерал-губернатор и совет (особый термин: «Governor-General-in-Council») получили право верховной власти над остальными президентствами. В последний раз хартия была возобновлена в 1853, но уже не на определённый срок, а до тех пор, пока парламент сочтёт это нужным.
Наконец, в 1858 управление Индией по «Акту о лучшем управлении Индией» было взято короной в свои руки, несмотря на протесты Компании. Генерал-губернатор получил титул вице-короля, управляющего Индией от имени королевы вместе с советом из 5 членов. Европейские войска Компании были слиты с королевскими, ликвидирован особый индийский флот. В 1861 генерал-губернаторский совет, а также советы в Мадрасе и Бомбее были увеличены прибавлением неофициальных членов (туземцев и европейцев), в законодательных целях (см. биографии лордов Лоуренса, Каннинга, Клейда и Страснерна в «Rulers of India», Оксфорд).
С ноября 1858 года началась новая эра для Индии, возвещённая прокламацией королевы, которая выражала твёрдое намерение «допустить своих подданных, какой бы национальности и религии они ни были, к исполнению всяких должностей, насколько им это позволяет их воспитание, образование и способности». Мирной работы по упорядочению индийских дел предстояло много. Усмирение мятежа увеличило долги Индии до 40 млн фунтов стерлингов, а военные издержки, вызванные бунтом, прибавили к ежегодному бюджету около 10 млн расхода. Для приведения запутанных финансов в порядок прибыл Джемс Вильсон, как финансовый член совета. Он преобразовал таможенную систему, ввёл подоходный налог и патентные пошлины и создал ходячие бумажные деньги. Хотя он и умер, не закончив свой труд, но успел неразрывно связать своё имя с новыми реформами.
В 1859 году был проведён «Акт о бенгальских фермерах», установивший поземельные права и отношения крестьянского населения Бенгала; в 1860 году введён устав о наказаниях, а в 1861 — уставы гражданского и уголовного судопроизводства.

### После восстания сипаев
За лордом Каннингом, вернувшимся в Англию, в 1862 назначен был лорд Эльджин, управлявший недолго (1862—1863), а за ним лорд Лоуренс (1864—1869), спаситель Пенджаба во время мятежа.
Главные события его правления: англо-бутанская война (дуарская война), окончившаяся присоединением Дуаров, предгорной полосы на северо-восточной границе Бенгалии (1864—1865), и страшный голод в Ориссе (1866), за которым последовали голодовки в Бунделькхонде и Верхнем Индостане (1868—1869).
После Лоуренса лорд Майо (1869—1872) обратил особое внимание на материальное благосостояние страны, преобразовал многие отрасли правления, учредил земледельческий департамент и ввёл областную систему финансового хозяйства, давшую толчок к развитию местного самоуправления, а также положил начало реформе налога на соль. При нём же было подготовлено уничтожение старых таможенных границ, долго отделявших одну область от другой и стеснявших торговлю между британскими владениями и вассальными государствами, а также заложено множество дорог, рельсовых путей и каналов. Но этот энергичный и просвещённый администратор неожиданно погиб от руки убийцы во время осмотра колонии ссыльных на Андаманских островах (биография — Hunter, «A life of the Earl of Mayo», 2 изд.,
Лонд.). 
За ним последовал лорд Норсбрук (1872—1876), талантливый финансист и администратор, предотвративший голод, угрожавший Бенгалу в 1874, организацией широкой государственной помощи. При нём в 1875 был низложен Маратха Гаеквар Бародский за плохое управление и попытку отравить состоявшего при нём британского резидента; но владения его были оставлены за одним из его малолетних родственников.

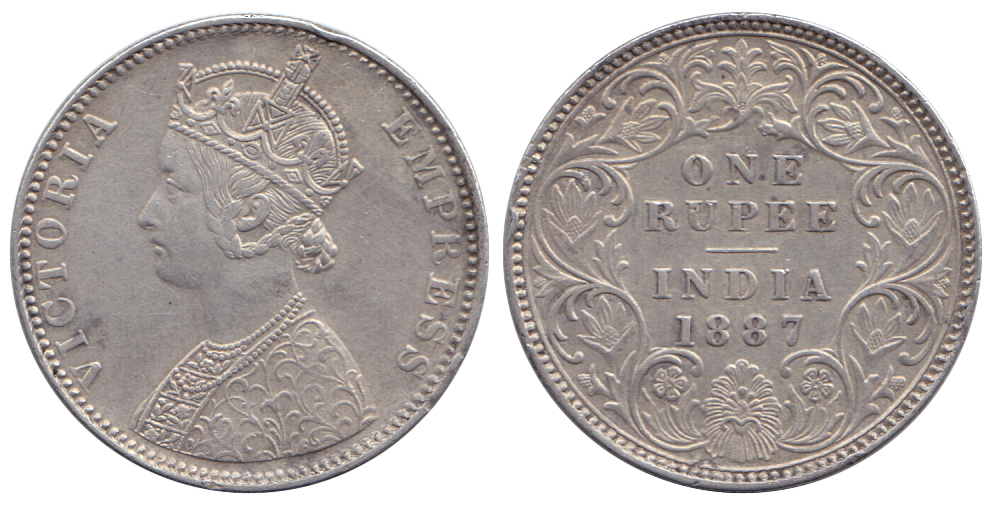
Рупия, 1887 год. Британская Индия, королева Виктория.

К 1875—1876 годам относится путешествие принца Уэльского по Индии. При следующем вице-короле Индии, лорде Литтоне (1876-80), состоялось провозглашение королевы Виктории индийской императрицей, отпразднованное в Дели в 1877 с небывалой пышностью, в то время как над Индией уже собирался масштабный голод — следствие засух 1876—1877 годов. Несмотря на привоз хлеба морем и сухим путём и все усилия правительства, бедствие приняло небывалые размеры. Вся потеря от голода и повальных болезней, следовавших за ним, исчисляется в 5,25 млн жителей.
К 1878—1880 относится афганская экспедиция, результатом которой было бегство эмира Шир-Али и воцарение его сына Якуб-Хана, который по Гандамакскому договору (1879) уступил Англии часть своей территории и допустил в Кабул английского резидента. Через несколько месяцев, однако, резидент сэр Луи Каваньяри был убит вместе со своей свитой, что повлекло за собой вторую войну.
Якуб-Хан отрёкся от престола и был увезён в Индию; Кабул и Кандагар были заняты, а восстание афганцев, угрожавших британскому гарнизону в Кабуле, было подавлено сэром Фредериком Робертсом (1879—1880).
Место лорда Литтона, ушедшего вместе с падением консервативного кабинета, занял Джордж Фредерик Самуэль Робинзон, маркиз Рипон (1880—1881), при котором афганские военные дела продолжались. Англичане после некоторых неудач разбили гератские войска Эюб Хана (1880) и способствовали возведению на афганский престол эмира Абдур-Рахман Хана, старшего представителя мужской линии от Доста Мохамеда. Оккупационные английские войска очистили Кабул, оставив Абдур-Рахман Хана эмиром.
При лорде Рипоне была отменена цензура, существовавшая для туземной печати, введено местное сельское и городское самоуправление, на широких избирательных началах учреждена комиссия по народному образованию с целью широкого распространения грамотности. Особенное внимание обращено было на начальное народное и женское образование. При нём же были подготовлены аграрные законы для Бенгала, обнародованные уже при его преемнике. В 1882 году министр индийских финансов, сэр Эвелин Бэринг, отменил почти все ввозные пошлины. Либеральные реформы маркиза Рипона казались опасными в Европе (особенно предложение дать высшему классу туземных судей право юрисдикции по проступкам англичан, так и не выполненное в задуманных размерах). Реформы маркиза Рипона принесли ему большую популярность среди местного населения.
Его преемником был назначен маркиз Дёфферин (1884—1888), при котором в 1885 была предпринята экспедиция против Верхней Бирмы. Король её был низложен и увезён в Индию, а владения присоединены. Кроме того, была учреждена комиссия по вопросу о более широком допущении туземных чиновников на более высокие места в администрации. За Дефферином следует маркиз Лансдаун, с 1888 года вице-король — лорд Эльджин.

### Военные экспедиции на северо-западной границе Индии
Желание обезопасить Индию с северо-запада втянуло британцев в длительную и тяжёлую войну с горцами-патанами, желающими отстоять свою независимость. Несмотря на то, что британцы стремились упрочить свою власть путём переговоров, подкупами, субсидиями и тому подобными средствами, и старались прибегать к оружию лишь в самом крайнем случае, всё же им пришлось предпринять на северо-западной границе Индии несколько десятков военных экспедиций.
Одной из наиболее крупных и продолжительных стала Амбелахская экспедиция 1863 г..
Между тем быстрое распространение владений России в Средней Азии в 1860-х и 1870-х годах возбудило в Великобритании старые опасения за Индию и подтолкнуло к более решительным мерам по отношению к горным племенам; решено было оставить политику «закрытой границы» (close border) и перейти к «наступательной политике» (forward policy). Она уже достаточно проявила себя в Гандамакском договоре 1879 г., по которому англичане удержали за собой главные пути из Индии в Афганистан и контроль над независимыми горными племенами. В дальнейшем она получила ещё большее распространение в попытках британцев упрочить своё влияние среди горных племён и обеспечить за собой обладание наиболее важными пунктами в населяемых ими землях. Естественно, что с применением новой политики военные экспедиции участились. Так, в 1879 г. были снаряжены экспедиции против замустов и оракзаев; в 1880, 1881 и 1882 гг. против момандов и вазиров; в 1883 году посылался отряд в земли шираниев; в 1884—85 гг. ходили отряды в земли какаров и вазиров; в 1886—87 гг. посылались экспедиции против шираниев и юсуфзаев Бунира.
Результатом Хунза-Нагарской экспедиции 1891 г. явилось полное подчинение княжеств Хунза и Нагар британскому владычеству.
К началу 1890-х годов наступательная политика была в полном ходу и Дюрандовский договор 1893 г. с Афганистаном о новой границе явился одним из типичнейших проявлений этой политики. Этот договор, подтверждая собой условия Гандамакского, шёл, однако, дальше него и устанавливал точную границу между Афганистаном и землями независимых племён, подчиняя последние Великобритании. Это новое посягательство на свободу горцев вызвало глубокое волнение в пограничных племенах, и в ближайшие годы отозвалось почти повсеместно на северо-западной границе. Уже в 1894 г. британцы вынуждены были предпринять тяжёлую Вазиристанскую экспедицию. Почти одновременно с этим в другом месте северо-западной границы возникли серьёзные недоразумения между правительством Британской Индии и туземными племенами Читрала, повлёкшие за собой продолжительную и тяжёлую горную кампанию, известную под названием
Читральской экспедиции.
В 1897 г. волнения среди горных племён северо-западной границы Индии приняли особенно тревожный характер и охватили почти всю пограничную территорию. В ответ была проведена Тирахская экспедиция.

## Британская Индия в XX веке

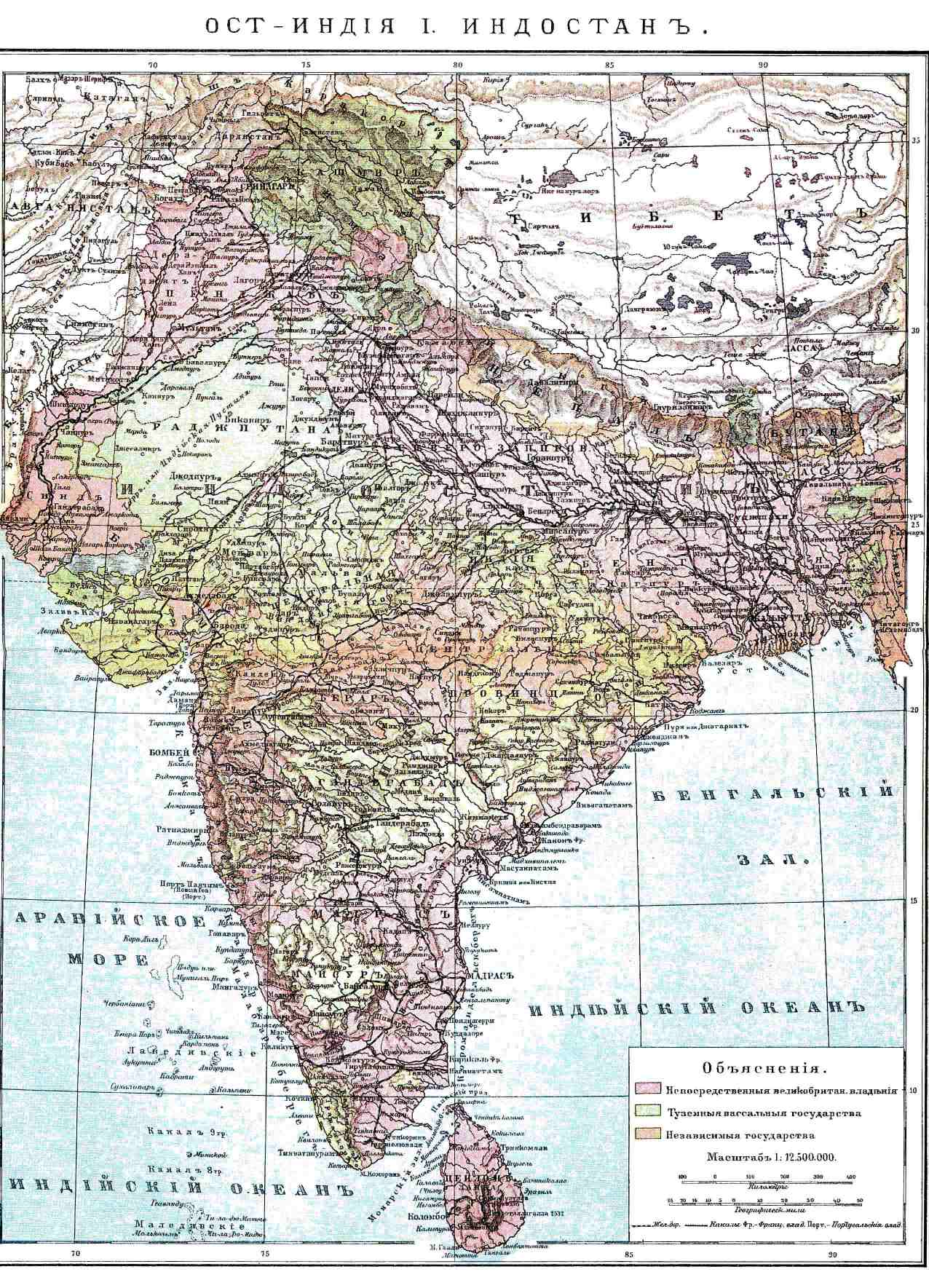
Карта Индии в начале XX века

- Англичане не трогали кастовую систему (к тому времени насчитывалось уже около 3500 каст), в религиозной практике ограничивали лишь крайности (человеческие жертвоприношения, обычай сати — самосожжения вдов), но способствовали привнесению новых отношений, развитию капитализма.
- До 1931 года империя удерживала под своим контролем более чем трёхсотмиллионное население Индии силами присланного из Британии 60-тысячного полицейского и воинского контингента[8].
- В 1885 году возникла партия «Индийский национальный конгресс».
- Руководство ИНК развернуло бурную политическую деятельность в Индии, а также в Великобритании, добиваясь конституционных уступок. Использовались различные формы парламентской легальной деятельности, личные связи. В 1892 г. британский парламент принял закон, расширявший права индийцев на участие в выборах на куриальной основе в центральный и местные законодательные органы Британской Индии. Теперь индийская оппозиция требовала права ввести своих представителей в состав нижней палаты британского парламента и добиваться через него для Индии статуса, близкого к статусу британского доминиона.
- Усиление влияния ИНК в годы Первой мировой войны побудило британские власти предоставить Индии ограниченное самоуправление. Принятый в 1919 г. закон усилил значение выборных законодательных собраний при вице-короле и губернаторах провинций и предоставил индийцам право занимать второстепенные министерские посты в системе колониальной администрации.
- На волне протеста после расстрела демонстрации в Амритсаре в 1919 г. Махатма Ганди решил провести свою первую всеиндийскую акцию гражданского неповиновения в форме массового бойкота всего британского — товаров, учебных заведений, судов, администрации, выборов и т. п. Эта кампания сыграла важную роль в развитии общеиндийского движения за независимость, что содействовало превращению ИНК в массовую организацию, насчитывавшую миллионы сторонников и многие десятки тысяч активистов. В начале 1922 г. кампания протеста была приостановлена, поскольку некоторые кровавые эксцессы показали, что движение выходит из-под контроля ИНК с его принципом ненасильственных действий.
- На протяжении 1920-х годов при явном поощрении британских властей оживилась деятельность Всеиндийской мусульманской лиги. Ей противостояла организация правоверных индуистов Хинду Махасабха (Великий союз индусов). Этот религиозный раскол, грозивший перерасти в конфликт, вызывал озабоченность руководителей ИНК.
- Немалого влияния в ИНК добились соперничавшие с Ганди свараджисты, которые во главе с Мотилалом Неру выступали против массовых кампаний неповиновения. Они считали главным получить места в законодательных собраниях и влиять через них на колониальную администрацию.
- В 1928 г. М. Неру представил ИНК проект будущей конституции Индии, предусматривавший предоставление ей статуса доминиона. Отказ британских властей принять этот проект послужил поводом для начала второй кампании гражданского неповиновения. В начале 1930 г. ИНК провёл в стране подготовку к назначенному на 26 января Дню независимости Индии, а в марте Ганди опубликовал свои 11 пунктов, содержавших требования к британским властям об освобождении политических заключённых и создании более благоприятных условий для развития экономики Индии. Отказ британских властей принять эти требования был формальным поводом для начала новой кампании протеста, включавшей Соляной поход Ганди. В мае 1930 г. Ганди и его сторонники были арестованы, в результате чего по всей стране начались массовые протесты, в том числе восстания крестьян и пограничных племён. Британцы вступили в переговоры с лидерами ИНК, в результате чего было достигнуто соглашение о прекращении кампании при условии отказа властей от репрессий и амнистии участникам движения (кроме тех, кто участвовал в насильственных действиях).
- В сентябре 1931 г. в Лондоне лидеры ИНК на «конференции круглого стола» решительно потребовали самоуправления и статуса доминиона для Индии. Неудача переговоров была использована Ганди как повод для новой кампании гражданского неповиновения, на сей раз в форме отказа от гражданского сотрудничества, преимущественно индивидуального характера.
- Внутри ИНК усилились позиции левого крыла, возглавлявшегося молодыми лидерами С. Ч. Босом и Д. Неру. В 1936 г. Неру был избран президентом ИНК. Именно он наиболее резко выступил против предложенной британскими властями Индии в 1935 г. конституции. Но проведённые на основе этой конституции выборы принесли в начале 1937 г. победу ИНК, и в 8 из 11 провинций страны кабинеты министров были сформированы конгрессистами. ИНК развернул политическую работу также в туземных княжествах, где создавались союзы, партии, проводились харталы.
- В октябре 1939 г., вскоре после начала Второй мировой войны, ИНК пообещал сотрудничать с британскими властями при условии создания в Индии ответственного национального правительства и созыва учредительного собрания для определения конституционного устройства страны. В январе 1940 г. Индии был предложен статус доминиона после войны при сохранении ответственности Великобритании за оборону Индии на протяжении 30 лет. ИНК не принял этого предложения, но и не настаивал на жёсткой оппозиции. Тем временем положение ИНК в самой Индии осложнилось в связи с тем, что Мусульманская лига в 1940 г. официально предложила разделить Индию на два государства, индуистское и мусульманское (Пакистан). Кроме того, лидер левых конгрессистов Субхас Чандра Бос спровоцировал раскол в ИНК, создав в Бирме прояпонскую Индийскую национальную армию, воевавшую с британскими войсками. К тому же в конце 1940 г. Ганди объявил очередную кампанию гражданского неповиновения в форме индивидуальных протестов и отказа от сотрудничества.
- В 1942 г. британские власти согласились на созыв после войны учредительного собрания, но оговорили при этом право некоторых отдельных провинций и княжеств на превращение в самостоятельные доминионы, что было явным намёком на согласие с предложением Мусульманской лиги о разделе Индии по религиозному принципу. ИНК не принял этих предложений и решительно потребовал немедленного предоставления Индии полной независимости. В августе 1942 г. была начата массовая кампания отказа от сотрудничества, итогом которой стал арест Ганди и других лидеров ИНК, которые были освобождены лишь в мае 1944 г.
- В 1942—1943 территорию Бенгалии, север и восток Индии охватил голод, жертвами которого стало 5 с половиной миллионов человек[9]. Голод был результатом реквизиций риса и прочего зерна, предпринятого английской администрацией и, по мнению некоторых исследователей, было сознательным ударом Великобритании по индийскому населению, поддержавшему «Августовскую революцию» 1942 года и вооружённое антибританское движение, возглавляемое Субхасом Босом.
- Летом 1945 г. на переговорах с лидерами ИНК и Мусульманской лиги в городе Симла британские власти согласились создать Всеиндийский исполнительный совет (кабинет министров). Однако они потребовали формировать его не по политическому, а по религиозному принципу, что было отвергнуто как ИНК, так и Мусульманской лигой. Вслед за этим в стране начались новые массовые антибританские выступления, затронувшие армию и флот. Частично они были связаны с судом над руководителями Индийской национальной армии.
- Весной 1946 г. было объявлено о предоставлении Индии статуса доминиона и о предстоящих выборах с разделением избирателей на две курии, индусскую и мусульманскую.

## Раздел Британской Индии
- На фоне трудностей и войн XX века борьба индийцев за независимость увенчалась успехом, но Британия разделила страну (1947) на 2 доминиона — Индийский Союз (с преобладающим индуистским населением) и Пакистан (с преобладанием мусульманского населения). Из-за нерешённых территориальных вопросов (особенно в Кашмире) отношения между Индией и Пакистаном остаются напряжёнными и по сей день.
- В 1950 году Индийский Союз стал Республикой Индия. Премьер-министром стал сподвижник Ганди Джавахарлал Неру. Его единственная дочь, Индира Ганди, четырежды была премьер-министром.